# Aeroporto Internazionale di Macao
L'Aeroporto Internazionale di Macao (in portoghese Aeroporto Internacional de Macau, in cinese 澳門國際機場)  è l'aeroporto della città di Macao ed è situato sull'isola di Taipa, 5 km a nord della città.

## Storia
Inaugurato nel 1995, l'aeroporto è hub per le compagnie aeree Viva Macau e Air Macau. Fino agli anni 2000, la TAP Air Portugal era l'unica compagnia aerea che collegava l'Europa con Macao, attraverso un volo da Lisbona effettuato con un Airbus A340.

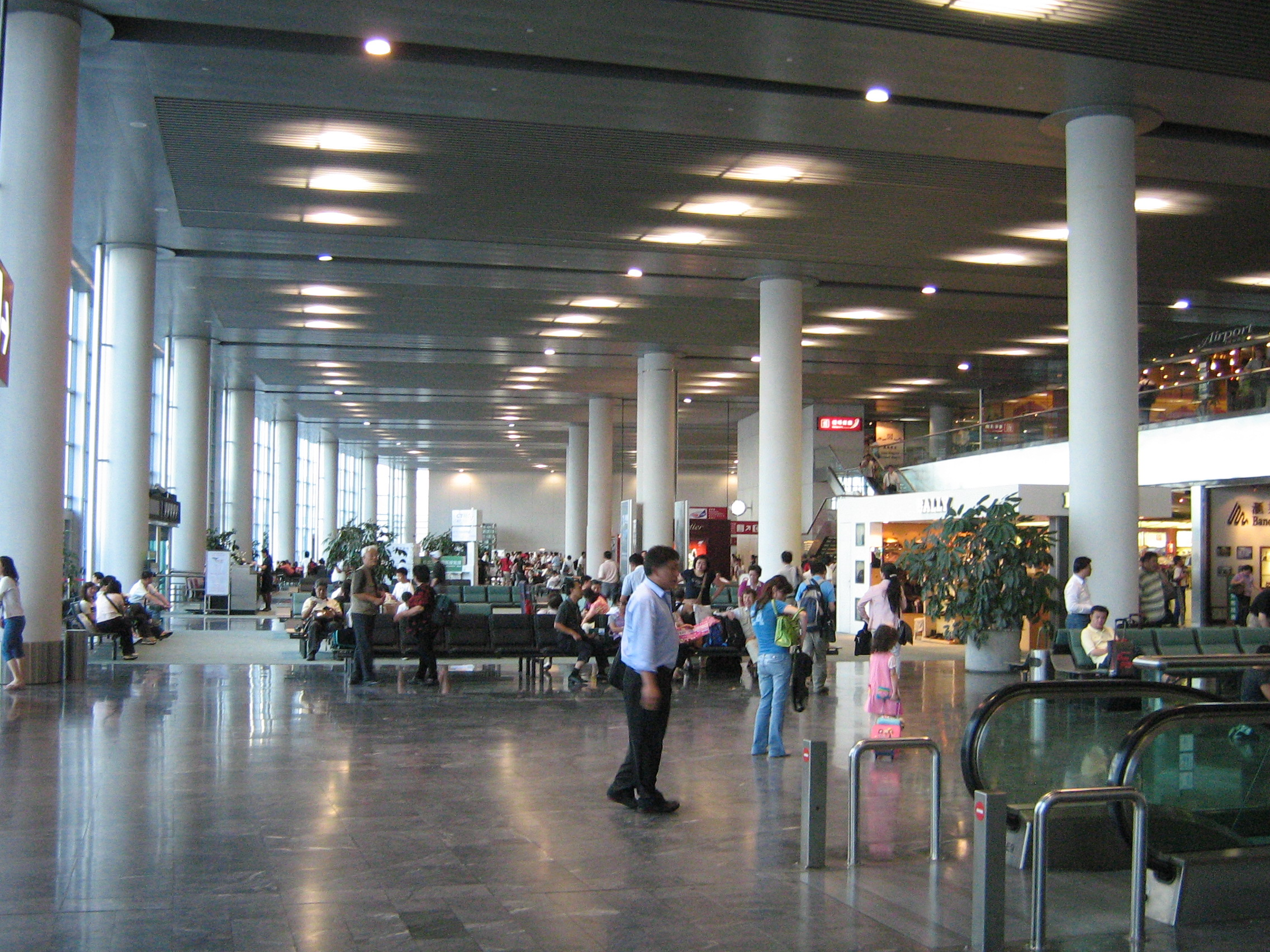
La zona partenze.